# Бредель, Вилли

В. Бредель на почтовой марке ГДР. 1966

Вилли Бредель (нем. Willi Bredel; 2 мая 1901[…], Гамбург[…] — 27 октября 1964[…], Восточный Берлин) — немецкий писатель и общественный деятель, президент Берлинской академии искусств, член ЦК СЕПГ, вице-президент Общества германо-советской дружбы, дважды лауреат Национальной премии ГДР.
С юношеских лет участвовал в революционном движении и подвергался арестам. В 1933 году, после прихода нацистов к власти, был подвергнут «защитному аресту» и на 13 месяцев помещён в концлагерь Фульсбюттель. После освобождения весной 1934 года эмигрировал в Чехословакию, а в 1935 году в Советский Союз. В 1937 году принимал участие в Гражданской войне в Испании комиссаром батальона имени Тельмана 11-й интернациональной бригады, в 1938 во Франции, в 1939 году вернулся в Советский Союз; жил в Москве. Во время Второй мировой войны занимался пропагандистской работой, в том числе под Сталинградом, призывая солдат вермахта сдаться в плен.
После окончания войны вернулся в Германию, жил в ГДР.
Произведения Бределя в основном посвящены немецкому антифашистскому движению («Экзамен» (1934) и «Твой неизвестный брат» (1937)), истории немецкого рабочего движения в конце XIX века (трилогия «Родные и знакомые» (1941—1953)), хотя он также написал несколько исторических романов (наиболее известный — «Братья Витальеры») и литературно-критические статьи.

## Русские переводы
- Улица Розенгоф. — М.: ГИХЛ, 1932.
- Параграф в защиту собственности. — М.; Л.: ГИХЛ, 1933.
- Эрнст Тельман. — М.: Иностранная литература, 1952.
- Братья витальеры. — М.: Детская литература, 1975.
- Патер Бракель // «Вокруг света». 1978. № 3.